# 9359 Fleringe
9359 Fleringe är en asteroid i huvudbältet som upptäcktes den 6 mars 1992 i samband med projektet UESAC. Den fick den preliminära beteckningen 1992 ED11 och namngavs senare efter den gotländska socknen Fleringe.
Fleringes senaste periheliepassage skedde den 28 augusti 2020.[Uppdatering behövs]